# سالاشوایبی
سالاشوایبی (به لاتین: Tromsdalstinden) یک کوه در نروژ است که در ترومسو واقع شده‌است. سالاشوایبی ۱٬۲۳۸ متر بالاتر از سطح دریا واقع شده‌است.